# Ludvig Bødtcher
Ludvig Bødtcher (Copenaghen, 22 aprile 1793 – Copenaghen, 1874) è stato uno scrittore danese.
Trascorse un lungo periodo (1824-1835) a Roma in compagnia di Bertel Thorvaldsen, di cui fu grande adoratore.
Tutta la sua opera è incentrata sulla descrizione del mite paesaggio italiano, che emerge nelle sue Poesie vecchie e nuove (1867).